# Pavón (Santa Fe)
Pour les articles homonymes, voir Pavón.
Pavón est une localité argentine située dans le département de Constitución, dans la province de Santa Fe. Elle est située à 180 km (par la route) ou à trois centaines de km (à vol d’oiseau) au sud de la capitale provinciale Santa Fe et à une quarantaine de km (à vol d’oiseau) au sud-est de Rosario, et dispose d’une bretelle d’accès à l’autoroute Rosario-Buenos Aires.
La bataille de Pavón du 17 septembre 1861, événement clef de la longue guerre intestine qui sévit en Argentine au XIXe siècle, eut lieu en fait sur une plaine à une quinzaine de km au sud-ouest de Pavón, entre les actuels villages de Rueda et de Godoy, à 1 500 m de la rive sud de la rivière Pavón.

## Géographie

### Sismicité
La région se situe sur la sous-faille du rio Paraná, et sur la sous-faille du Río de la Plata, à faible sismicité. La dernière activité sismique se produisit le 5 juin 1888, avec une magnitude probable, à Pavón, de 4,5 sur l’échelle de Richter, dans le cadre du séisme du Río de la Plata de 1888.

## Tourisme et pêche
À 2 km au nord-ouest du village coule le río Pavón, qui est tributaire direct du rio Paraná et possède une cascade de neuf mètres de haut, flanquée d’un bief, à sec aujourd’hui, qui anciennement alimentait un moulin à farine, dont ne subsistent plus que quelques ruines. Depuis le pied de la cascade jusqu’à l’embouchure de la rivière dans le Paraná, environ cinq km en aval, se pratique la pêche sportive au hoplias, au pirayú, au boga, au sábalo et aux poissons-chats de toutes espèces.